# Пуавр д’Арвор, Патрик
Патри́к Пуа́вр д’Арво́р (фр. Patrick Poivre d'Arvor; род. 20 сентября 1947, Реймс, Франция) — французский журналист и писатель. Считается одной из крупнейших фигур в современной французской журналистике.

## Биография
В 1976—1983 годах — ведущий на телеканале «France 2» (в то время — «Antenne 2»).
С 1987 по 2008 год — ведущий вечернего (20.00) эфира на «TF1». Вёл выпуски, посвящённые различным литературным темам. Брал интервью у звёзд шоу-бизнеса, политиков, других известных людей. В ноябре 2007 года интервьюировал Джорджа Буша-младшего, когда президент США приехал налаживать отношения с Францией, испорченные из-за несогласия Жака Ширака с началом войны в Ираке.
После ухода с TF1 Пуавр д’Арвор работает на радиостанции «RTL», телеканалах «Arte» и «France 5», пишет для журнала «Paris Match».
Фигура Пуавр д’Арвора вдохновила авторов «Les Guignols de l'info»(аналогом передачи будут российские «Куклы») на создание кукольного персонажа PPD.
Был послом доброй воли ЮНИСЕФ.
Появлялся в различных художественных фильмах, часто в роли самого себя.

## Семья
Брат Оливье (род. 1958 году) — дипломат и писатель.
Сын Арно (род. в 1973 году) — журналист. Дочь Соленн умерла в 1995 году в возрасте 19-и лет от нервной анорексии.

## Избранная фильмография
- 1986 — «Мужчина и женщина: 20 лет спустя» / Un homme et une femme: vingt ans déjà
- 2000 — «Звёздная болезнь» / Stardom
- 2007 — «Такси 4» / Taxi 4